# Savilia Blunk
Savilia Blunk, född 30 maj 1999 i Santa Rosa, Kalifornien, är en amerikansk tävlingscyklist som tävlar i mountainbike.

## Karriär
Blunk har under 2024 tagit tre pallplatser på världscuptävlingarna i mountainbike. Två av dessa har kommit i terrängcykling olympisk distans och en i terrängcykling kortdistans.